# Hala sportowa im. Ignacego Łukasiewicza w Policach
Hala sportowa im. Ignacego Łukasiewicza – hala widowiskowo-sportowa w Policach, w Polsce. Została otwarta w 2013 roku. Może pomieścić 1200 widzów. Znajduje się przy Zespole Szkół im. Ignacego Łukasiewicza. Na obiekcie swoje spotkania rozgrywają siatkarki klubu Chemik Police.
Budowa obiektu rozpoczęła się w 2010 roku. Hala powstała w miejscu poprzedniej, znacznie mniejszej sali gimnastycznej przy Zespole Szkół im. Ignacego Łukasiewicza, która została rozebrana przed rozpoczęciem budowy. Obiekt pierwotnie miał być gotowy do 31 grudnia 2011 roku, a koszt budowy miał wynieść 14,3 mln zł. Powiat policki, który był inwestorem, pozyskał na ten cel 3 mln euro dotacji z Unii Europejskiej i 1,5 mln zł z Ministerstwa Sportu. Z powodu wielu problemów, m.in. bankructwa głównego wykonawcy, uchybień proceduralnych i odstępstw od projektu, halę oddano do użytku dopiero latem 2013 roku. Obiekt został przewidziany nie tylko jako hala sportowa dla uczniów Zespołu Szkół, ale miał być również dostępny dla mieszkańców. Główna hala powstała wraz z trybuną dla 1200 osób. Ponadto obiekt mieści sale konferencyjne, siłownię, salę do fitnessu i gry w squasha. Otwarcie hali zbiegło się z awansem siatkarek Chemika Police do Orlen Ligi. Klub ten po powrocie po latach do najwyższej klasy rozgrywkowej mógł rozpocząć sezon w nowej hali (poprzednio występował w hali OSiR-u). Powrót był udany, gdyż w sezonie 2013/2014 drużyna zdobyła trzecie w historii Mistrzostwo Polski. Tytuł ten klub zdobywał też w kolejnych latach (2015, 2016, 2017, 2018, 2020, 2021), stając się dominującym zespołem w kraju.